# El experimento Lazarus
El experimento Lazarus (The Lazarus Experiment) es el sexto episodio de la tercera temporada moderna de la serie británica de ciencia ficción Doctor Who, emitido originalmente el 5 de mayo de 2007.

## Argumento
El Doctor (David Tennant) devuelve a Martha (Freema Agyeman)a su piso, doce horas después de que entrara en la TARDIS. Escuchan un mensaje en el contestador de la madre de Martha, Francine (Adjoa Andosh), diciéndole que su hermana Tish (Gugu Mbatha-Raw) está saliendo por televisión. Entonces ven un reportaje de noticias que muestra a un anciano llamado Profesor Richard Lazarus (Mark Gatiss), que afirma que cambiará lo que significa el ser humano. El Doctor se marcha en la TARDIS, pero vuelve al momento, intrigado por esa frase.
El Doctor y Martha van a la fiesta de lanzamiento en los Laboratorios Lazarus, y se reúnen con Tish, que trabaja allí. Francine y el hermano de Martha, Leo (Reggie Yates), también se unen a ellos, y Francine sospecha inmediatamente del interés del Doctor en Martha. Su conversación se interrumpe cuando Lazarus afirma que va a realizar un milagro, y entra una cápsula en el centro de la sala de recepciones. La máquina se enciende y baña la cápsula de una extraña energía. El Doctor se acerca inmediatamente cuando cree que el sistema se está sobrecargando. Cuando se detiene la máquina, Lazarus sale de la cápsula completamente rejuvenecido. Al parecer, la máquina manipula el ADN del sujeto para rejuvenecerle, pero el Doctor se preocupa por los posibles efectos secundarios. Martha le dice que ha obtenido una muestra de ADN de Lazarus cuando le besó la mano antes, y se dirigen al laboratorio a examinarlo. Descubren que está inestable y cambiando.
Mientras tanto, Lazarus regresa a su oficina con su pareja, la anciana señora Thaw (Thelma Barlow). Ella insiste en ser la siguiente en usar la máquina para ser jóvenes juntos, pero él la rechaza. Ella amenaza con hacer que el señor Saxon retire los fondos, y entonces Lazarus se transforma en un monstruo con forma de escorpión gigante que la mata. Vuelve a la forma humana, y a la recepción. El Doctor y Martha descubren el cuerpo de la víctima, y él deduce que Lazarus necesita absorber fuerza vital para mantener estable su ADN...

### Continuidad
El Doctor menciona que ha visto el Blitz de primera mano. Lo visitó en El niño vacío/El Doctor baila. En el episodio posterior La victoria de los Daleks, el Doctor visita a Winston Churchill en el mismo periodo, y parece que ya son buenos amigos. El Doctor, tras invertir la máquina de Lazarus que se supone va a matarle, dice que no debería haberle llevado tanto tiempo "revertir la polaridad"; esa era la frase icónica del Tercer Doctor. El Doctor, después de que le pegue la madre de Martha, dice que siempre le pasa lo mismo cuando conoce a las madres de sus acompañantes, refiriéndose a Jackie Tyler cuando le pegó en Alienígenas en Londres. El Doctor lleva el smoking que llevaba en La ascensión de los Cybermen/La edad del acero, y dice que siempre le ha causado problemas. Más tarde lo llevará también en los fatales eventos de El viaje de los condenados.

## Producción
Esta aparición de Mark Gatiss le convierte en uno de los pocos que han sido guionistas y actores en la serie. El productor Russell T Davies dijo que le dio instrucciones al guionista Stephen Greenhorno de que se basara en la típica historia de la Marvel: "un anciano pero bueno científico loco, con un experimento que sale mal, y un atroz supervillano suelto".

## Emisión y recepción
Según las mediciones de la BARB, este episodio tuvo una audiencia de 7,19 millones de espectadores, y fue el 12º programa más visto de la semana en la televisión británica.
El episodio siguiente, 42, se retrasó una semana por la emisión de la BBC del Festival de Eurovisión 2007. El sitio web anunció que acompañando a este episodio se incluiría "algo especial". Se trató un tráiler de larga duración de todos los episodios que quedaban de la serie en lugar del habitual espacio de "En el próximo especial". El tráiler también se publicó tras la emisión del episodio en el sitio web de la serie, y en él se incluyeron numerosos fragmentos de historias siguientes: espantapájaros vivientes sin ojos (La familia de sangre), el regreso de Jack Harkness, la aparición de Derek Jacobi (Utopía, Michelle Collins (42 y, brevemente John Simm como el misterioso Señor Saxon sonriendo ante las cámaras de la prensa en el Parlamento, y en la sala del gabinete en el 10 de Downing Street con una máscara de oxígeno (El sonido de los tambores), rodeado de cuerpos inertes. Al final, antes de los créditos de El experimento Lazarus, revelaba "Doctor Who volverá en dos semanas". Después el tráiler normal del episodio 42 se publicó en el sitio web de la BBC, y se usó en la publicación en DVD del episodio, así como en las repeticiones del mismo.
Radio Times dijo que la historia de un monstruo mutado a partir de un hombre que muere en una enorme iglesia de Londres, es una referencia al serial de ciencia ficción de 1953 The Quatermass Experiment. David Tennant y Mark Gatiss habían aparecido juntos en el remake que se hizo en directo en 2005 de esa historia. Martha dijo que le gustaba la apariencia del Doctor vestido de smoking a lo James Bond, y el Doctor se mostró escéptico pero halagado. En los comentarios se mencionó que el Doctor quitándose la pajarita fue un "momento a lo Daniel Craig".